# 1811 en musique
| \| • Retour à la chronologie générale de la musique populaire • \| |
| XXIe siècle • XXe siècle • XIXe siècle • XVIIIe siècle XVIIe siècle • XVIe siècle • XVe siècle • XIVe siècle XIIIe siècle • XIIe siècle • XIe siècle • Xe siècle IXe siècle • VIIIe siècle • Haut Moyen Âge • Rome • Grèce |
| • Retour à la chronologie générale de la musique populaire • |

| • Retour à la chronologie générale de la musique populaire • |

| Années de la musique populaire : 1808 - 1809 - 1810 - 1811 - 1812 - 1813 - 1814    |
| Décennies de la musique populaire : 1780 - 1790 - 1800 - 1810 - 1820 - 1830 - 1840 |

## Publications
- Pierre Capelle publie La clé du Caveau, à l’usage de tous les chansonniers français, des amateurs, auteurs, acteurs du vaudeville & de tous les amis de la chanson ; ce recueil de timbres, qui compte 891 airs notés[1], sera réédité sept fois entre 1811 et 1872[2].

## Naissances
- 19 juillet : Félix Milliet, poète et chansonnier français († 22 octobre 1888).

- 7 novembre : Karel Jaromír Erben, poète tchèque, collecteur de chansons populaires tchèques († 21 novembre 1870).

## Décès
- 13 juillet : Pierre Laujon, goguettier, poète, chansonnier et auteur dramatique français, né en 1727.